# 리플레이게인

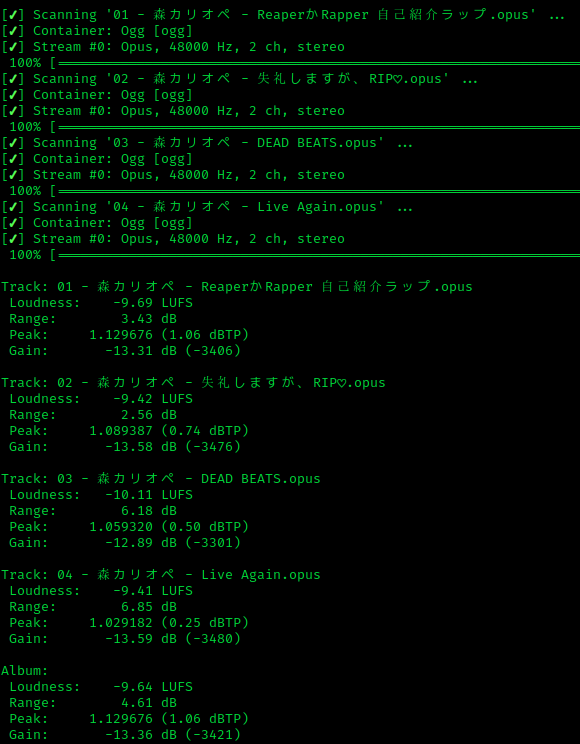

리플레이게인(ReplayGain)은 2001년에 제안된 음량 표준화 방식으로, MP3나 Ogg 등의 소리의 인지적 음량을 평준화하기 위한 수단이다. 트랙이나 앨범을 기준으로 작동하며 현재 이를 지원하는 재생기는 꾸준히 늘고 있다. 표준은 원래 Replay Gain으로 명칭을 표기하고 있었지만 ReplayGain으로 변경되었고, Replaygain이나 replaygain으로 적기도 한다. 줄여서 RG로 표시하기도 한다.

## 이론
리플레이게인의 첫 단계는 음원 파일 전체를 심리음향학적으로 분석하여 인지적 음량 정보와 최대 음량값을 얻는 것이다. 다음으로는 음량 정보와 목표 음량의 차이를 구하게 되는데 이 차이가 보정 값이 되며 목표 음량은 보통 89 dB SPL이다. 보통의 경우 이 보정 값과 최대 음량 값을 오디오 파일에 메타데이터로 저장하게 되는데, 이를 기준으로 리플레이게인을 지원하는 재생기들은 각각의 곡의 음량을 감소시키거나 증가시킴으로써 곡들을 서로 비슷한 음량으로 재생할 수 있게 된다. 이는 서로 다른 음량으로 마스터링 된 음반을 청취할 때마다 음량을 매번 바꿔야하는 문제를 해결해준다. 손실압축을 거쳐 저장된 파일을 재생할 경우에는 다른 이점도 있다. 리플레이게인의 최대 음량값을 활용하여 음량을 줄이게 되면, 음량이 지나치게 큰 곡의 압축을 해제할 때 발생하는 클리핑 디스토션을 방지할 수 있다. 한편, 원음 그대로의 음량이 필요할 경우 (예를 들면 음원을 다시 CD로 제작할 경우) 메타데이터는 무시해도 좋다.
리플레이게인의 구현은 보통 음원에 메타데이터를 추가하는 방식으로 이루어지며 이때 원 정보는 변경되지 않는다. 리플레이게인 표준은 어느 파일에든 8 byte의 헤더를 추가하는 것을 제안하고 있지만, 많은 오디오 포맷의 경우 메타데이터 태그를 활용하고 있다. FLAC이나 Ogg Vorbis 파일의 경우 REPLAYGAIN_* 커멘트 키를 사용하며 MP3 파일은 보통 ID3v2나 APEv2 태그를 사용한다.
CD 플레이어 등의 기존의 오디오 플레이어들은 보통 리플레이게인 메타데이터를 지원하지 않는다. 그러나 이런 경우에도 리플레이게인을 활용할 수 있는 방법이 있다. MP3와 같은 일부 손실압축 오디오 포맷의 경우 각 프레임마다 음량 정보가 저장되어 있는데, 이 값을 리플레이게인에 맞게 일괄적으로 변경하면 노이즈 추가 없이 가역적인 방법으로 음량을 변경할 수 있다. 아니면 파일의 음량을 리플레이게인의 알고리즘을 써서 변경한 후 새 파일로 저장하는 수도 있지만, 이 수단은 대부분의 경우 비가역적이다.

## 트랙 게인과 앨범 게인
리플레이게인 분석은 각각의 트랙을 대상으로 하며 이를 통해 모든 트랙의 재생 음량을 통일시킬 수 있다. 그러나 리플레이게인 분석은 앨범 단위로도 이루어질 수 있으며, 이 경우 한 앨범의 모든 곡이 공유하는 음량 최대치와 음량 보정치가 추가로 계산된다. 이 값을 활용할 경우 한 앨범 내에서 각 트랙들이 가지는 음량 차이를 보존할 수 있다.
메타데이터 방식으로 리플레이게인이 지원될 경우, 청취자는 모든 곡들을 똑같은 볼륨으로 들을지 (트랙 게인 사용) 아니면 모든 앨범들을 똑같은 볼륨으로 들으며 앨범 내의 음량으로 들을지를 (앨범 게인 사용) 결정할 수 있다. 앨범 게인을 사용하도록 지정하였으나 트랙 게인 값만 있는 경우는 트랙 게인이 활용된다. 트랙 게인은 초창기에는 radio gain, 앨범 게인은 초창기에는 audiophile gain이라고 했었다.

## 다른 방법
정규화음량의 최대치를 정규화하는 방법이 있으나, 음량의 최대치는 인지적 음량의 지표가 되어주지 못하므로 이는 별로 정확한 방법이 아니다. 음량의 RMS 값을 구하여 이를 정규화하는 방법이 있으나 이 경우 일부 곡이 지나치게 증폭되어 클리핑 디스토션이 발생하는 것을 조심하여야 한다.
동적 변동신호처리를 통하여 음량을 실시간으로 일정하게 변화시키는 방법이 있으나, 원곡의 조용한 부분이나 소리가 큰 부분이나 모두 음량이 일정해지기 때문에 바람직하지 못할 수 있다.